# Bermondsey Square
Bermondsey Square si trova sulla Tower Bridge Road a Bermondsey, nel borgo londinese di Southwark, di Londra, Inghilterra.

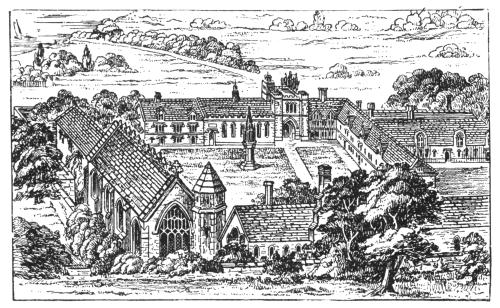
L'abbazia di Bermondsey, situata vicino all'odierna Bermondsey Square.

 Nel secolo XI era il sito dell'abbazia di Bermondsey. I primi resti medievali ritrovati sono una chiesa normanna risalente circa al 1080, registrata nel Domesday Book del 1086. I terreni dell'abbazia erano il luogo in cui oggi si tiene ogni venerdì il mercato di Bermondsey.
L'area è stata sottoposta a riqualificazione e Bermondsey Square ora ospita appartamenti, uffici, un boutique hotel, ristoranti, un cinema indipendente e una galleria d'arte contemporanea.

## Storia

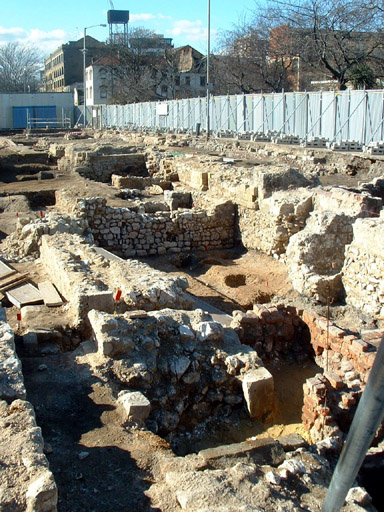
Scavo archeologico dell'abbazia di Bermondsey, visto da Tower Bridge Road, 5 marzo 2006.

In precedenza, la piazza si chiamava Court Yard ed era originariamente il quadrilatero principale dell'abbazia di Bermondsey. Nel 1699, un teologo puritano vi fece erigere una cappella che, successivamente divenne un magazzino di lana, prima di essere demolita. All'ingresso della piazza, tra gli attuali pub King John's Head e un negozio di olio, si trovava il corpo di guardia dell'abbazia, che fu rimosso all'inizio del XIX secolo. Tra l'ingresso verso il Long Walk e un magazzino di sale sorgeva la Mansion House, costruita utilizzando materiale prelevato dall'abbazia.